# Delaware (Oklahoma)
Delaware è un comune degli Stati Uniti d'America, situato nello Stato dell'Oklahoma, nella Contea di Nowata.